# Ghostbusters (videojuego de 2016)
Ghostbusters es un videojuego de acción desarrollado por FireForge Games y distribuido por Activision para Microsoft Windows, PlayStation 4 y Xbox One. Tomando lugar después de los eventos de la película de 2016, el juego dispone de una jugabilidad cooperativa de cuatro jugadores, donde controlarán cazafantasmas nuevos para vencer a los enemigos.
El juego tuvo un ciclo de desarrollo de ocho meses y fue lanzado en julio de 2016.
El juego fue destrozado por la crítica y considerado uno de los peores videojuegos de 2016.

## Trama
El juego transcurre un tiempo después de los eventos de la película de 2016. Las cuatro protagonistas de la película solo son mencionadas, ya que fueron enviadas a Washington para salvar al presidente de fantasmas asesinos. En su lugar, el juego se enfoca en cuatro protagonistas diferentes llamados Chaz, Meadow, Megan y Bobby, quienes realizarán las tareas de las otras cuatro. Luego, son enviados a la mansión Aldridge para capturar al fantasma de Gertrude Aldridge luego de que regresara a su hogar. Tras capturarla, los cuatro reciben un llamado del guardián de la cripta diciendo que el fantasma de la líder de la pandilla vudú, Marie Deveuax, ha abandonado su tumba para atormentar a la gente. Tras llegar al cementerio donde se la vio, los cuatro se enfrentan a ella y la capturan, y luego reciben un llamado de dos adolescentes que reportan que un asilo destruido está repleto de fantasmas de extrabajadores y uno con poderes eléctricos. Se enteran de que el fantasma principal es en realidad Sparky de la película, quien los ataca y, luego de la batalla, es capturado.
Luego, reciben un llamado de un trabajador de la construcción que revela que un fantasma demoniaco de la película, llamado Rampage, se encuentra en las alcantarillas y necesita ser capturado. Después de encontrar y luchar contra Rampage, logran capturarlo y luego reciben un llamado de un jefe de cruceros llamado Morgan que revela que el fantasma de una excantante, Ruby d'Amore, ha regresado de la muerte y debe ser capturada. Tras completar la misión, reciben un llamado del alcalde Bradley que revela que Roman (el antagonista de la película) ha regresado y ha abierto un portal desde el Limbo para vengarse. Le pide a los cazafantasmas que lo ayuden a vencerlo, y, luego de una duradera batalla, lo vencen nuevamente y celebran. El juego termina con un periódico diciendo que el alcalde Bradley salvó a Nueva York; a pesar de eso, los cazafantasmas están felices de saber que salvaron a Nueva York.

## Jugabilidad
El juego es un juego de acción 2.5D isométrico con una cámara desde arriba. Hasta cuatro jugadores podrán jugar al mismo tiempo controlando a uno de los cuatro personajes. Cada personaje tiene un paquete de protones diferente. Uno se asemeja a una ametralladora gatling, mientras que otra se asemeja a una pistola.

## Recepción
Ghostbusters recibió reseñas fuertemente negativas de acuerdo con el sitio web agregador de reseñas Metacritic; el sitio lo reconoció como el juego peor reseñado de 2016.
Justin McElroy de Polygon argumentó que la versión de PS4 fue «el shooter de dos palancas más agotadoramente insípido» que jamás haya reseñado, tan escaso en variedad que fue una «prisión perfecta de monotonía de la cual la diversión jamás podría escapar». Criticó la caracterización y humor pobre del juego, bromeando con que hizo que un comercial de cereal de Ghostbusters «pareciera una conversión de la película de 1984 a Blu-ray en 4K por comparación», y concluyó que el juego era «una tontería deplorable y cínica de la licencia que no valdría los $50 de no ser porque el manual de instrucciones fue impreso en una factura de $50». GameSpot criticó de forma similar a la misma versión de PS4, señalando una carencia de variedad en la jugabilidad, los entornos y el diseño de niveles, pero sí elogió la banda sonora por «[evocar] la nostalgia adecuada». GameSpot sintió que el juego previo Sanctum of Slime fue marginalmente mejor, y concluyó que «Ghostbusters tiene raros momentos en los que no se siente como una completa pérdida de tiempo. Pero es un esfuerzo extraño por el transcurso de niveles excesivamente engorrosos llenos de repetición extrema».
Tres días después del lanzamiento del juego, FireForge Games se declaró en quiebra y quedaron endeudados por aproximadamente $12 millones.